# La Giang
La Giang (chữ Hán giản thể: 罗江区) là một quận thuộc địa cấp thị Đức Dương, tỉnh Tứ Xuyên, Cộng hòa Nhân dân Trung Hoa. Quận này có diện tích 447,88 ki-lô-mét vuông, dân số năm 2002 là 240.000 người. Mã số bưu chính là 618500.  Về mặt hành chính, quận này được chia thành 14 trấn, 1 hương.
- Trấn: La Giang, Lược Bình, Kim Sơn, Yên Gia, Bàn Long, Đức An, Tân Thịnh, Tuệ Giác, Ngự Doanh, Văn Tinh, Đại Tỉnh, Hồi Long, Quảng Phú, Bạch Mã Quan.
- Hương: Vạn An.